# 妮可·厄尔·卡露伊
妮可·厄尔·卡露伊（法語：Nicole El Karoui；1944年—），出生於法国巴黎，是巴黎第六大学和巴黎综合理工学院的教授。

## 生平
曾是巴黎高等女子师范学院的学生，也曾是法国缅因大学（Université du Maine en France）和Fontenay-Saint-Cloud高等师范学院的教授。她被认为是1980年代末以来金融数学发展的先驱。除了著有众多专业书籍外，她还领导了众多课题研究，并负责巴黎第六大学和巴黎综合理工学院联办的高等金融数学的硕士阶段教学──概率与金融系。此外她还获得了法国荣誉军团勋章的“骑士勋位”。